# Dylan Neal
Dylan Neal (Richmond Hill, 8 de Outubro de 1969) é um ator canadense, mais conhecido por participar das séries de televisão Dawson's Creek e Blood Ties, como Doug Witter e Mike Celluci, respectivamente. O ator também teve papéis regulares em Hyperion Bay,  Sabrina, Aprendiz de Feiticeira e Paixão e Ódio / Belas e Intrépidas.

## Filmografia

### Televisão
2013  Arrow
- 2011 Haven como Hugh Underwood
- 2011 em Smallville
- 2008 Stargate: Atlantis como Dave
- 2008 Psych como Jann
- 2008 Blood Ties como Mike Celluci
- 2006 The Jake Effect como Robert
- 2006 The Wat at Home como Dr. Jonathan Vogel
- 2005 CSI: Miami como Patrick Hale
- 2004 Kevin Hill como Trevor Mallard
- 2003 I'm with Her como John
- 2003 Dawson's Creek como Doug Witter
- 2003 Sabrina, the Teenage Witch como Aaron Jacobs
- 2002 She Spies como Dr. Ellison
- 2002 Relic Hunter como Zack
- 2001 Thieves como Drew
- 1999 It's Like, You Know... como Kevin
- 1999 JAG como Dalton "Boomer" Jonas
- 1999 Hyperion Bay como Nick Sweeny
- 1998 Working como Royce
- 1998 Honey, I Shrunk the Kids como Roger Persimmons
- 1998 Profiler como Philip Nichols
- 1997 Pacific Palisades como Cory Robbins
- 1997 Life with Roger como Collin
- 1997 The Bold and the Beautiful como Dylan Shaw
- 1993 Kung Fu: The Legend Continues como Jim Reardon
- 1993 Class of '96 como Phillip
- 1993 Sweating Bullets como River Rhodes
- 1990 Maniac Mansion como Bo Riddley
- 1990 E.N.G. como Kevin Wilkes
- 1989 My Secret Identity como Sean Casey
- 1988 Captain Power and the Soldiers of the Future como Jonathan Power

### Cinema
- 2010 Percy Jackson & the Olympians: The Lightning Thief como Hermes
- 2008 Hurricane Hunter como Ryan Stewart
- 2005 Mute como James
- 2004 Extreme Dating como Sean
- 2002 Landspeed como Brian Sanger
- 2002 40 Days and 40 Nights como David Brokaw
- 1997 Taylor's Return como Robert
- 1992 I'll Never Get to Heaven como Carl
- 1990 Prom Night 3 como Andrew Douglas